# Katarína Ráczová
Katarína Ráczová-Lokšová (3 de octubre de 1950) es una deportista checoslovaca que compitió en esgrima, especialista en la modalidad de florete. Ganó una medalla de plata en el Campeonato Mundial de Esgrima de 1978 en la prueba inidvidual.

## Palmarés internacional
| Campeonato Mundial | Campeonato Mundial | Campeonato Mundial | Campeonato Mundial |
| Año                | Lugar              | Medalla            | Prueba             |
| ------------------ | ------------------ | ------------------ | ------------------ |
| 1978               | Hamburgo (RFA)     | Medalla de plata   | Florete individual |